# Aat Breur-Hibma
Aat Breur-Hibma (Adri Hibma) (né le 28 décembre 1913 à La Haye, décédée le 31 décembre 2002 à Amsterdam), est une peintre et dessinatrice néerlandaise, qui a été détenue à Ravensbrück où, malgré son statut (Nacht und Nebel) elle a réalisé des dessins au crayon sur la vie dans le camp. Ces dessins sont conservés au Rijksprentenkabinet du Rijksmuseum à Amsterdam.

## Dessinatrice et résistante
Aat Hibma, née à la Haye, est la fille d'un cordonnier de la province de Frise. Elle fait ses études dans sa ville natale, au lycée moderne et à l'Académie des arts plastiques, où Paul Citroen est un de ses professeurs, puis elle enseigne le dessin à la Haye. Elle se marie en septembre 1940 avec Krijn Breur, étudiant en philosophie. Selon la loi alors en vigueur, elle perd par le mariage son emploi dans l'enseignement. Le couple a très vite deux enfants, un fils en décembre 1940, et une fille, Dunya, en 1942.
Krijn Breur, militant communiste, a participé comme volontaire à la guerre d'Espagne aux côtés des Républicains, ce qui lui fait perdre la nationalité néerlandaise. Aussi le couple ne peut obtenir d'allocation d'Aide publique, alors que le pays vient d'entrer en guerre. Aat Breur soutient financièrement sa famille grâce à son travail d'illustratrice.
Dès le début de la guerre, le couple Breur-Hibma est actif dans la Résistance, Krijn Breur en participant à des attentats et Aat Breur-Hibma en falsifiant des cartes d'identité. Ils cachent une femme juive avec son enfant dans leur maison. Dénoncés, ils sont tous les quatre emprisonnés 19 novembre 1942. Krijn Breur est torturé, condamné à mort et fusillé en février 1943. Aujourd'hui, une rue d'Amsterdam porte son nom : Krijn Breur straat.

## Nacht und Nebel à Ravensbrück
Aat Breur-Hibma est emprisonnée avec Dunya, encore bébé, à Schéveningue, puis à Utrecht. Quand au mois de juin 1943 elle est déportée vers l'Allemagne, elle réussit à confier Dunya à ses parents, à la porte de la prison. Après de courts séjours dans les prisons de Clèves et de Berlin, Aat Breur-Hibma arrive en septembre 1943 dans le camp de concentration pour femmes à Ravensbrück. Elle est soumise au régime des détenues NN, "Nacht und Nebel". Mais grâce à quelques surveillantes de bonne volonté, Aat Breur-Hibma est affectée à l'atelier de reliure, afin d'y dessiner des cartes de naissance. Cela lui donne l'occasion de faire clandestinement des dessins. Elle dessine surtout ses codétenues, dont la résistante et artiste française Violette Rougier-Lecoq, qui fait aussi des dessins de Ravensbrück.
Le 1er mars 1945, Aat Breur-Hibma est transférée au Strafblock, ce qui équivaut une condamnation à mort ; au dernier moment la femme médecin française Heidi Hautval, elle-même détenue, la tire du rang des condamnées et lui donne l'étiquette numérotée d'une morte, lui sauvant ainsi la vie. Heidi cache Aat Breur-Hibma dans la baraque des tuberculées, où les gardiens n'osent pas pénétrer par peur d'infection. Plus tard, le commandant du camp apprend que deux néerlandaises font des dessins, ce qu'il considère comme « un acte de haute trahison. » De nouveau, on s'entraide et d'autres femmes cachent les dessins avant que le commandant ne vienne les chercher.
Le 29 avril 1945 le camp de Ravensbrück est libéré par l'armée Russe. Le 6 juillet 1945 Aat Breur-Hibma est rapatriée. On découvre qu'elle souffre de la tuberculose.

## Les dessins
En septembre 1945, une ancienne codétenue rend visite à Aat Breur-Hibma pour lui rapporter les dessins sauvés du camp. Pour sa tuberculose, Aat Breur-Hibma est hospitalisé au Nederlandsch Sanatorium à Davos, Suisse jusqu'en 1952. Traumatisée par son expérience concentrationnaire, souffrant toujours des problèmes de santé, elle vit très retirée, refuse de parler de la guerre et cache ses dessins dans une valise sous son lit. Ses enfants souffriront de ce tabou, et c'est finalement sa fille Dunya Breur (1942-2009), qui a étudié les langues slaves et qui travaille comme traductrice et éditrice, qui réussira à le briser. Dunya Breur avait déjà, à plusieurs reprises, posé des questions sur la valise mystérieuse, mais ce n'est qu'en 1980 qu'Aat Breur-Hibma livre le secret des dessins faits à Ravensbrück, et commence à raconter ses souvenirs.
Ces dessins font sensation. Le Rijksmuseum Amsterdam (Rijksprentenkabinet) les prend en charge, restaure le papier en mauvais état et organise des expositions dans plusieurs villes.

## Le livreUn souvenir caché
Dunya Breur est très touchée; elle va visiter le camp de Ravensbrück et fait des recherches aux archives ; elle recherche les traces des femmes dont sa mère a fait le portrait et qui sont encore en vie en France, Belgique, Suède, et aux Pays-Bas, et elle consigne leur histoire. Elle édite ces histoires avec les dessins de sa mère dans un livre saisissant : Een verborgen herinnering. De tekeningen van Aat Breur-Hibma uit Ravensbrück. (Un souvenir caché. les dessins de Aat Breur-Hibma de Ravensbrück). 38 ans après sa libération, il s'agit d'un document historique sur le camp de concentration pour femmes de Ravensbrück rempli de détails sur la vie atroce dans le camp.

## DocumentairePassé présent
Aat Breur-Hibma poursuit sa vie retirée d'artiste et de professeur de dessin. Hormis pour la publication de ses dessins, elle n'est sortie de son silence qu'à l'occasion d'une interview dans le film Verleden aanwezig (Passé présent, 1996), documentaire dans lequel cinq anciennes détenues de Ravensbrück sont interviewées : Ceija Stoijka (Autriche), Lidia Rolfi (Italie), Aat Breur-Hibma (Pays-Bas), Stella Kugelman Griez (Russe), Antonina Nikiforova (Russe). Le film est écrit et réalisé par Anet van Barneveld et Annemarie Strijbosch.

## Récompenses
- En 1989 Aat Breur-Hibma et Dunya Breur reçoivent la médaille du Stichting Kunstenaarsverzet 1942-1945 pour le livre  Een verborgen herinnering.
- En 1998 Krijn Breur (à titre posthume) et Aat Breur-Hibma reçoivent la décoration Yad Vashem qui salue les Juste parmi les nations.

### Sources
- (nl) Dunya Breur, Een verborgen herinnering. De tekeningen van Aat Breur-Hibma uit Ravensbrück, Tiebosch, Amsterdam 1983,  (ISBN 978-90-6278-589-6). Deuxième édition augmentée, SUN Nijmegen, 1995.  (ISBN 978-90-6168-416-9)
- (nl) site Absolutefacts sur Aat Breur-Hibma
- (nl) site Femmes de Ravensbrück - avec plusieurs dessins d'Aat Breur-Hibma
- (nl) Website Femmes de Ravensbrück - sur le livre Een verborgen herinnering
- (nl) site Moving images - sur la documentaire Passé présent avec photo d'Aat Breur-Hibma